# 蘇巴拉
蘇巴拉（法語：Soubala），是馬里的城鎮，位於該國中部，由莫普提區的邦卡斯省負責管轄，面積153平方公里，海拔高度270米，2009年人口12,332，人口密度每平方公里81人。